# Atlanta, Illinois
Atlanta là một thành phố thuộc quận Logan, tiểu bang Illinois, Hoa Kỳ. Năm 2010, dân số của thành phố này là 1692 người.

## Dân số
Dân số qua các năm:
- Năm 2000: 1649 người.
- Năm 2010: 1692 người.